# Sigmatineurum napali
Sigmatineurum napali är en tvåvingeart som beskrevs av Neal L. Evenhuis 1994. Sigmatineurum napali ingår i släktet Sigmatineurum och familjen styltflugor. Inga underarter finns listade i Catalogue of Life.